# Produkt (erhverv)
 For alternative betydninger, se Produkt. (Se også artikler, som begynder med Produkt)
Et produkt er en "ting fremstillet af arbejdskraft eller arbejde" eller som "resultat af en handling eller en proces". Ordet stammer fra udsagnsordet (at) producere, fra latinsk prōdūce(re) '(at) føre eller frembringe'. Siden 1575 har ordet "produkt" refereret til alt produceret. Siden 1695 har ordet refereret til "ting produceret".
I økonomi og handel tilhører produkter en bredere kategori af goder. Den økonomiske betydning af produkt blev første gang benyttet af den politiske økonom Adam Smith.
I markedsføring er et produkt alt, der udbydes på et marked, som en vare, der kan tilfredsstille et ønske eller et behov. Indenfor detailhandel kaldes produkter for handelsvarer. Inden for fabrikation købes produkter som råvarer og sælges som slutprodukter. Råvarer er normalt råstoffer såsom metaller og jordbrugsvarer. Indenfor projektledelse er produkter formelt defineret som de projektleverancer, der bidrager til det færdige projekt. Inden for forsikring er produkterne de forsikringspolicer som forsikringsselskaberne sælger.